# Автошлях Т 1223
Автошля́х Т 1223 — автомобільний шлях територіального значення в Кіровоградській області. Проходить територією Кропивницького району через Івангород — Розумівку — Кримки. Загальна довжина — 23,5 км.

## Маршрут
Автошлях проходить через такі населені пункти:
| Автошлях Т 1223        |        |
| Кіровоградська область |        |
| Олександрівський район |        |
| Івангород              |        |
| Бовтишка               |        |
| Розумівка              |        |
| Кримки                 | Т 1209 |